# Federazione di baseball di Curaçao
La Federazione di baseball e softball di Curaçao (eng. Curaçao Baseball Federation ) è un'organizzazione fondata per governare la pratica del baseball e del softball a Curaçao.
Organizza il campionato maschile e di softball femminile, e pone sotto la propria egida la nazionale maschile e di softball femminile.